# تاریک چامدال
تاریک چامدال (انگلیسی: Tarık Çamdal؛ زادهٔ ۲۴ مارس ۱۹۹۱) بازیکن فوتبال اهل ترکیه است.
از باشگاه‌هایی که در آن بازی کرده‌است می‌توان به باشگاه فوتبال گالاتاسرای، باشگاه فوتبال مونیخ ۱۸۶۰، و باشگاه فوتبال اسکی‌شهراسپور اشاره کرد.
وی همچنین در تیم‌های ملی فوتبال جوانان آلمان، Turkey A2 national football team، و ترکیه بازی کرده‌است.